# Else Hammerich
Else Hammerich (Frederiksberg, 7 de setembre de 1936 - 20 de març de 2021) va ser una  política danesa. Va ser diputada europea de 1979 a 1989.

## Biografia
Nascuda a Frederiksberg, és la setena de vuit fills. La família va participar en el moviment de resistència durant la Segona Guerra Mundial; un dels seus germans va ser assassinat per la Gestapo. Va assistir a l'escola principalment a Gentofte, però va passar un any en una escola catòlica de Tòquio mentre els seus pares es trobaven a l'estranger proporcionant ajuda humanitària durant la guerra de Corea.
Hammerich es va convertir en professora d'educació especial després de graduar-se. Al començament de la seva carrera docent, també es va implicar en política i va participar en la campanya contra les armes nuclears. Es va casar el 1958 i va tenir tres fills abans de divorciar-se deu anys després. Després del final del seu matrimoni, va continuar la seva formació com a professora i es va graduar a la Danmarks Lærerhøjskole (Escola Danesa d'Educació). El 1971 es va incorporar al Seminari Blaagaard, on va ser professora fins al 1978. També es va unir al Moviment Popular contra la Unió Europea des de la seva creació el 1972, però segueix sent políticament independent davant dels partits danesos; considera que la Unió Europea està en contradicció amb el moviment antinuclear a que dona suport.
El 1979, Hammerich es va presentar al Parlament Europeu i va obtenir un escó amb 78.164 vots. S'alinea amb el Grup Tècnic d’Independents i es converteix en el seu president cap al final del mandat de cinc anys. Va tornar a presentar-se al càrrec el 1984 i va acabar la primera amb 156.145 vots. Va ser llavors presidenta del grup Rainbow Group al Parlament. També és membre del Comitè d'Afers Polítics i s'ha centrat en la resistència de les dones xilenes. Es va retirar de la política després de finalitzar el seu mandat el 1989, trobant les parts massa polaritzades, i després va fundar el Centre de Resolució de Conflictes el 1994.